# Burns (Kansas)
Burns – miasto w Stanach Zjednoczonych, w stanie Kansas, w hrabstwie Marion.